# Empedaula
Empedaula là một chi bướm đêm thuộc họ Gelechiidae.